# 우유국
우유국(優由國)은 진한(辰韓) 12개의 소국에 속한 나라였다.
우유국은 경상북도 청도군(淸道郡)에 있었다. 청도천은 우유국과 이서국의 부족국가를 탄생하게 하였다.
신라 금성을 함락직전까지 몰고간 강대한 이서국은 삼한시대 부족국가중의 한 소국이었던 우유국(優由國)이 이서국(伊西國)의 모체였을 것으로 비정되기도 한다. 이서국은 현 경상북도 청도군의 화양읍 토평리와 이서면 고철리 사이에 있는 백곡산성을 중심으로 하였다.
우유국과 이서국은 왜와 교류가 있었고, 그들과 연맹하여 금성을 공략했다는 시각이 있다. 경주에는 왜 계통의 유물도 출토되었다.
우유국은 청도군과 울진군에 거쳐 있었다. 일본의 하타씨가 우유국 출신으로 비정하기도 한다. 울진 봉평 신라비에 파단(波旦)이라는 지명이 있는데, 파단(波旦)은 일본식 발음이 "하타"이며, 하타씨(秦氏)의 시조(始組) 설화와 연계되어 있다. 이 사실에 주목하여 울진을 하타(秦)씨의 근거지가 아닌가 추정하기도 한다.
고려시대에 들어와서 청도라는 이름으로 유지되었으며 옛 이름은 이서, 대성, 도주 등이였다.

## 같이 보기
- 진한
- 사로국
- 이서국
- 하타

1. ↑  http://cheongdo.grandculture.net/cheongdo/toc/GC05500798